# Albin Weis
Albin Weis (* 12. August 1897 in Heidersbach bei Suhl; † 17. September 1970) war ein deutscher Politiker (KPD/KPO) und Gewerkschaftsfunktionär. Er war Abgeordneter des Landesrates des Saargebietes.

## Leben
Weis (auch Weiß/Weiss) erlernte den Beruf des Büchsenmachers. Im Herbst 1920 bewarb er sich auf eine Ausschreibung des Deutschen Metallarbeiter-Verbandes (DMV) und wurde Sekretär der DMV-Ortsverwaltung in Völklingen (Saar). Nur kurze Zeit später wählten ihn die Delegierten zum lokalen Bevollmächtigten des Verbandes. Weis trat 1920 der Kommunistischen Partei Deutschlands (KPD) bei und war Mitglied des Gemeinderats von Völklingen. 1924 wurde er wegen seiner Kritik an der linksradikalen Ausrichtung der KPD aus der Partei ausgeschlossen. Zwei Jahre später trat er in die KPD erneut ein. Im März 1928 wurde er für die KPD in den Landesrat des Saargebietes gewählt. Mitte 1929 wurde Weis erneut als sogenannter „Rechter“ aus der KPD ausgeschlossen, da er die neue ultralinke Ausrichtung der Partei, insbesondere im Bereich der Gewerkschafts- und Streikpolitik, ablehnte. Weis wurde daraufhin Mitglied der Kommunistischen Partei-Opposition (KPO) und gehörte deren Bezirksleitung Saar an.
Weis kämpfte bis 1935 gegen den Anschluss des Saargebietes an das Dritte Reich. 1934 war er Mitorganisator eines großen internationalen antifaschistischen Arbeitersportfestes in Völklingen. Nach der Saarabstimmung emigrierte er Mitte Januar 1935 nach Frankreich. Hier war er in einem kleinen Betrieb beschäftigt. 1939/40 war er zeitweise in Frankreich interniert. Im Spätsommer 1941 gelang Weis mit Hilfe eines US-Hilfskomitees die Ausreise über Spanien und Portugal in die Vereinigten Staaten. Weis arbeitete als Werkzeugmacher in Cambridge (Massachusetts) und war Mitglied der American Federation of Labor. Auch nach Kriegsende blieb er in den USA, wo Weis verstarb.